# Iglesia de Santo Tomás (Daca)
La Iglesia de Santo Tomás, también conocida como iglesia de Bangladesh, es una iglesia anglicana situada en Daca, capital de Bangladés. El templo fue construido en 1819 e inaugurado el 10 de julio de 1824 por el obispo de Calcuta Reginald Heber mientras se encontraba de visita en la ciudad. Ha servido como catedral desde 1951. Se dice[¿quién?] que los presos de la cárcel de Daca fueron obligados a trabajar en la construcción de la iglesia.